# جیمز واینز

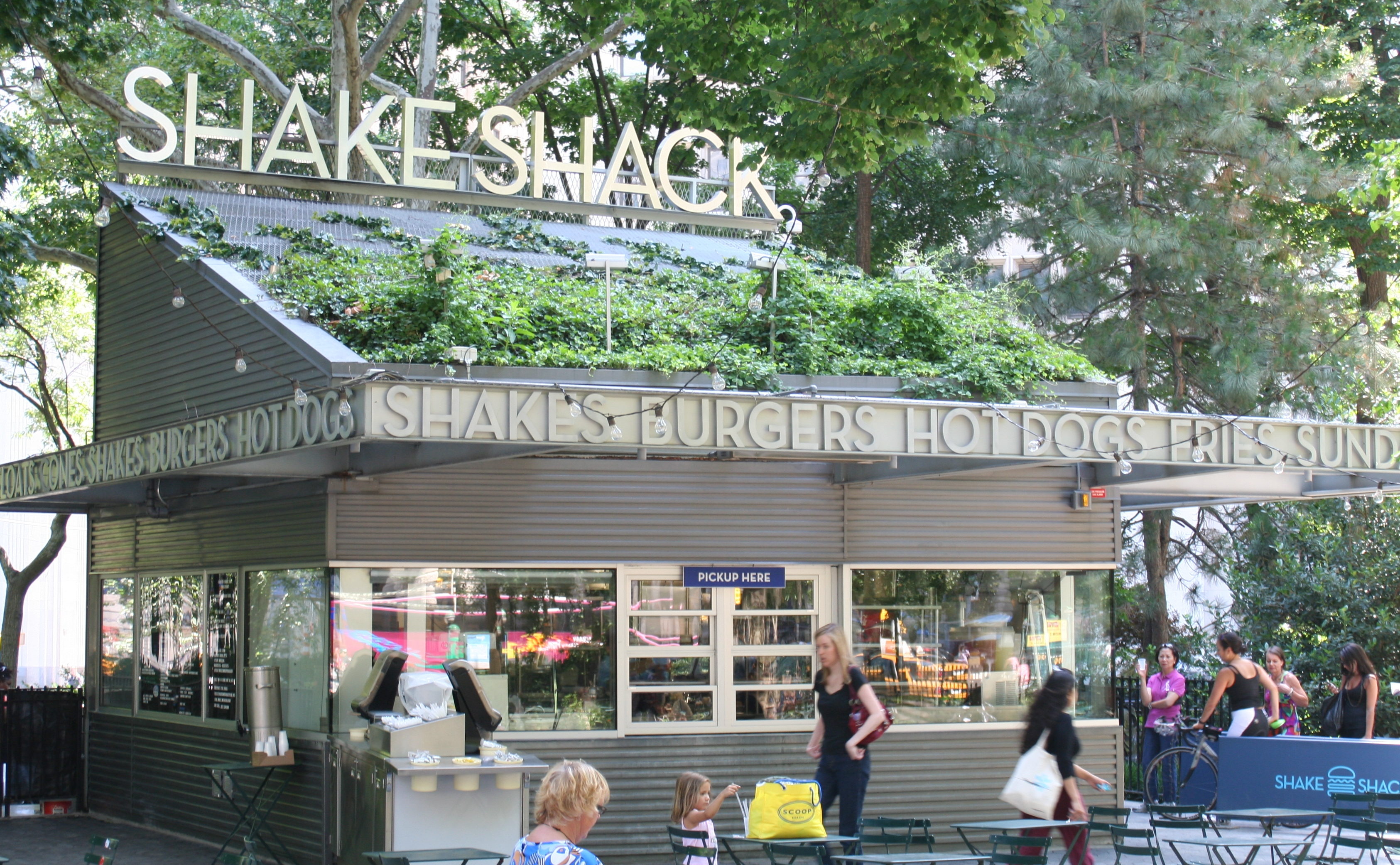
معماری از جیمز واینز

جیمز واینز، معمار و هنرمند آمریکایی است که به خصوص در ارتباط با طراحی محیطی شهرت دارد. او رئیس و بنیانگذار شرکت سایت (به انگلیسی: SITE) است که از سال ۱۹۷۰ در حوزه هنر محیطی فعالیت می‌کند. او در شرکت میان رشته‌ای خود بر طراحی ساختمان‌ها، فضاهای عمومی، آثار هنری محیطی محصولات و انواع مسائل مختلف تمرکز دارد. مسئله اصلی او طراحی سبز بوده‌است.

## سرگذشت
واینز در سال ۱۹۵۶ از دانشگاه سیراکیوس فارغ‌التحصیل شد و با فوشیپ گوگنهایم از طرف آکادمی آمریکایی به رم رفت. بعد از آن از آن کار خود را به عنوان مجسمه‌ساز و طراح گرافیک و در همکاری با شرکت‌های معتبری چون، «سواچ»، «کانال تلویزیونی ام.تی. وی»، «ایسوزا»، «دیزنی» و بسیاری دیگر به طراحی شناخته شده تبدیل شد.
او سابقه تدریس در دانشگاه‌های بسیاری را در کارنامه دارد، ازجمله دانشگاه نیویورک، کالج دارتموث، دانشگاه ویسکانسین، مؤسسه فناوری نیوجرسی، مرکز طراحی کوپریونیون و دانشگاه اکلاهما.
او در حال حاضر استاد دانشگاه ایالتی پنسیلوانیا بوده و علاوه بر آن در ۵۲ کشور مختلف دربارهٔ موضوع طراحی سبز، سخنرانی و تدریس داشته‌است.

## کتابها
- "De-Architecture", Rizzoli Intl, 1987. شابک ‎۰۸۴۷۸۰۸۶۱۰ (0-8478-0861-0)
- Architecture of Ecology - Architectural Design Profiles 1997
- "Green Architecture", Taschen America, New York 1999. شابک ‎۳۸۲۲۸۰۸۱۱۳ (3-8228-0811-3)